# Guillaume de Schaumbourg-Lippe (né en 1939)
Le prince Guillaume de Schaumbourg-Lippe (Harald Wilhelm Friedrich Christian Ernst August Karl Gustav zu Schaumburg-Lippe, né à Glienicke, le 19 août 1939) est le chef de la branche Nachod de la maison princière de Schaumbourg-Lippe. Guillaume est le fils de Christian de Schaumbourg-Lippe (1898–1974) et l'arrière-petit-fils de Frédéric VIII de Danemark.

## Le mariage et la descendance
Il épouse à Munich, le 7 janvier 1971, Ilona baronne Hentschel von Gilgenheimb, née à Breslau le 17 octobre 1940 et morte à Glesborg, commune de Norddjurs, Danemark, le 30 décembre 2023. Ils ont eu deux enfants :
- Le prince Christian de Schaumbourg-Lippe (né en 1971), marié à Lena Giese en 2009, dont deux enfants[2] :
  - Le prince Julian de Schaumbourg-Lippe (né en 2012)
  - La princesse Emilia de Schaumbourg-Lippe (née en 2017)
- La princesse Désirée de Schaumbourg-Lippe (née en 1974), mariée à Michael Frederik Iuel en 2001, dont trois enfants[2] :
  - Alexandre Iuel (née en 2002)
  - Tatiana Iuel (née en 2007)
  - Philippa Iuel (née en 2009).

Bien que lié à la Famille royale de Danemark, en vertu de la loi danoise, il n'est pas héritier du trône, car il n'est pas un descendant de Christian X. Il est, cependant, dans la ligne de succession au trône Britannique, étant un descendant de George II de Grande-Bretagne, par l'intermédiaire de sa fille, la reine Louise de Danemark et de Norvège.